# Villa Grübler

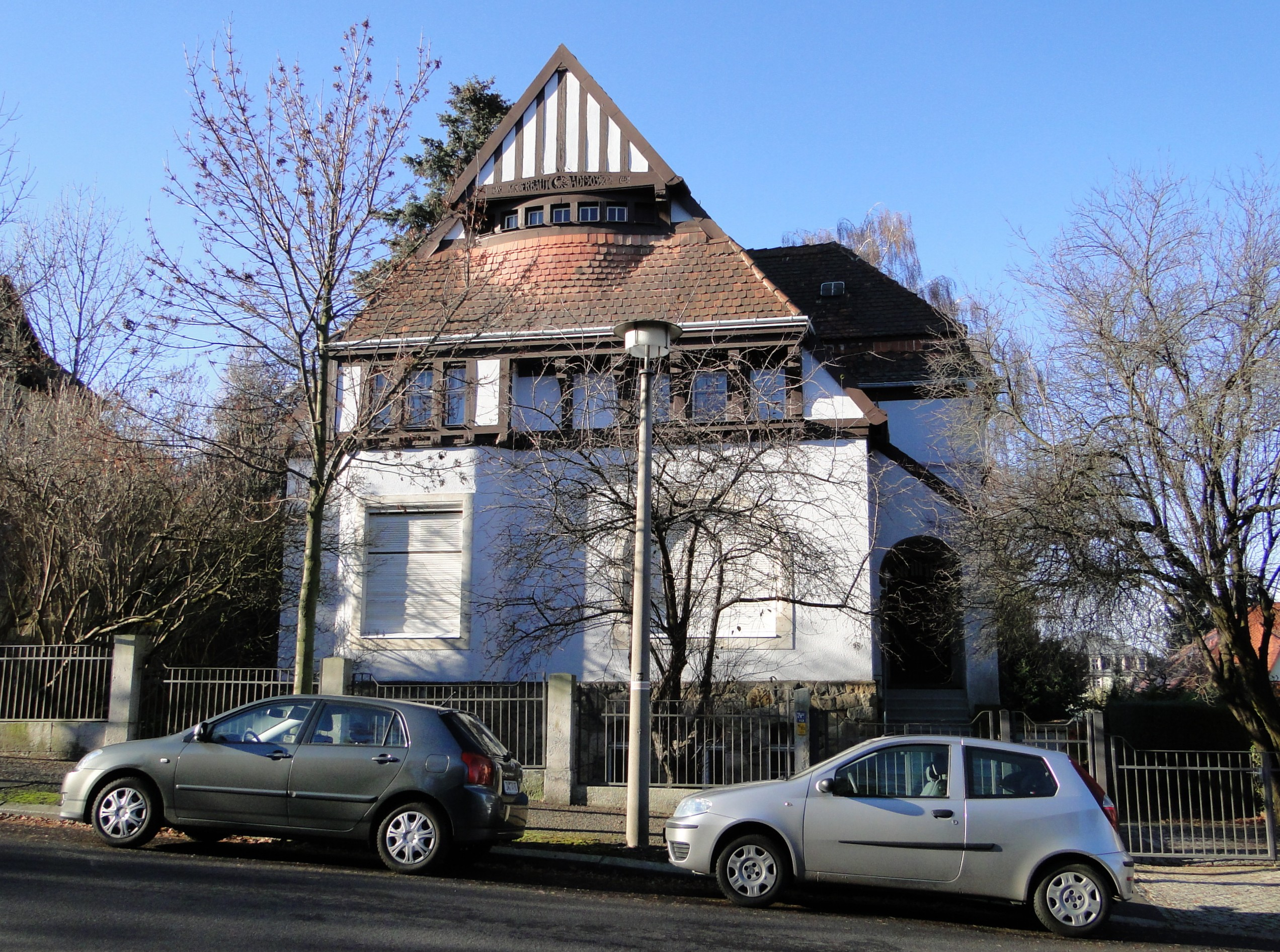
Villa Grübler 2009

Die Villa Grübler ist ein denkmalgeschütztes Gebäude auf der Bernhardstraße 98 im Dresdner Stadtteil Plauen.

## Geschichte und Baubeschreibung
Die Villa wurde 1903 von Fritz Schumacher für Martin Fürchtegott Grübler erbaut. Heute wird sie als Mietvilla genutzt.
Der Putzbau ist im Heimatstil mit Anklängen an den Jugendstil errichtet worden. Grund- und Aufriss der Villa sind unregelmäßig. Sie besitzt ein hohes Walmdach, das auf der Straßenfront im gleichen Größenverhältnis wie der untere Kubus erscheint. Der Giebel ist in Fachwerk gestaltet, die Fenster haben verschiedene Formen. Charakteristisch ist das im Halbkreis geschwungene Fensterband im oberen Giebelteil und die im unteren Fenstergiebelteil aufgenommene, die Horizontale betonende Fensterreihe.
Die Villa besitzt im Inneren eine einfache Holzausstattung. Die Diele mit Treppenaufgang und Umgang ist „in strengen Jugendstilformen erhalten.“
Die Villa Grübler gilt als ein Versuch, den Historismus zu überwinden. Schumacher besann sich bei diesem Bau „auf regionale und nationale Werte, entsprechend den Reformbewegungen gegen den Historismus.“
Die Villa Grübler enthielt von 2015 bis 2022 eine Konstante der Dresdener Burschenschaft Salamandria.